# Say Anything
Say Anything je americká rocková kapela, která vznikla v roce 2000 v Los Angeles. Od roku 2022 skupinu tvoří hlavní zpěvák a kytarista Max Bemis, basista a doprovodný vokalista Alex Kent, klávesista a doprovodný vokalista Parker Case, bubeník Coby Linder a kytaristé Brian Warren a Fred Mascherino.

## Historie kapely
Kapelu v roce 2000 založil frontman kapely Max Bemis a Coby Linder spolu se svými přáteli v Los Angeles. V roce 2003 kapela podepsala smlouvu s vydavatelstvím Doghouse Records, se kterým o rok později v říjnu 2004 vydali album ...Is a Real Boy, se kterým zaznamenali první relativní úspěch. V roce 2018 Max Bemis v dopise fanouškům oznámil konec kapely, také kvůli jeho problémům s drogami. V roce 2022 byla kapela obnovena spolu s přípravou nové desky ...Is Committed, která vyšla v roce 2023.

## Členové kapely

### Současní členové
- Max Bemis – hlavní zpěv, občasná kytara a klávesy (2000–2018, od 2022)
- Alex Kent – basová kytara, doprovodné vokály (2004–2010, 2016, od 2022)
- Parker Case – klávesy, kytara, doprovodné vokály (2005–2018, od 2022)
- Coby Linder – bicí, doprovodné vokály (2000–2012, od 2022)
- Fred Mascherino – kytara, doprovodné vokály (2014 (člen na turné), od 2022)
- Brian Warren - kytara, doprovodné vokály (od 2022)

### Bývalí členové
- Evan Span – kytara (2000–2001)
- Michael Levin – basová kytara (2000–2002)
- Josh Eichenstein (2000)
- Dan DeLauro – basová kytara (2003–2004)
- Casper Adams – kytara (2003–2005)
- Alex Hedrick — kytara (2004)
- Kevin Seaton – basová kytara, kytara (2004–2005)
- Jake Turner – kytara, doprovodné vokály  (2005–2014)
- Jeff Turner – kytara, doprovodné vokály (2005–2014)
- Adam Siska – basová kytara (2011–2013)
- Garron DuPree – basová kytara (2013–2018)
- Reed Murray – bicí, doprovodné vokály (2013–2017)
- Kenny Bridges – kytara, doprovodné vokály (2014–2018)
- Remington DuPree – bicí (2017–2018)
- Karl Kuehn - bicí (2018)

### Bývalí členové na turné
- Andy Jackson – kytara (2005)

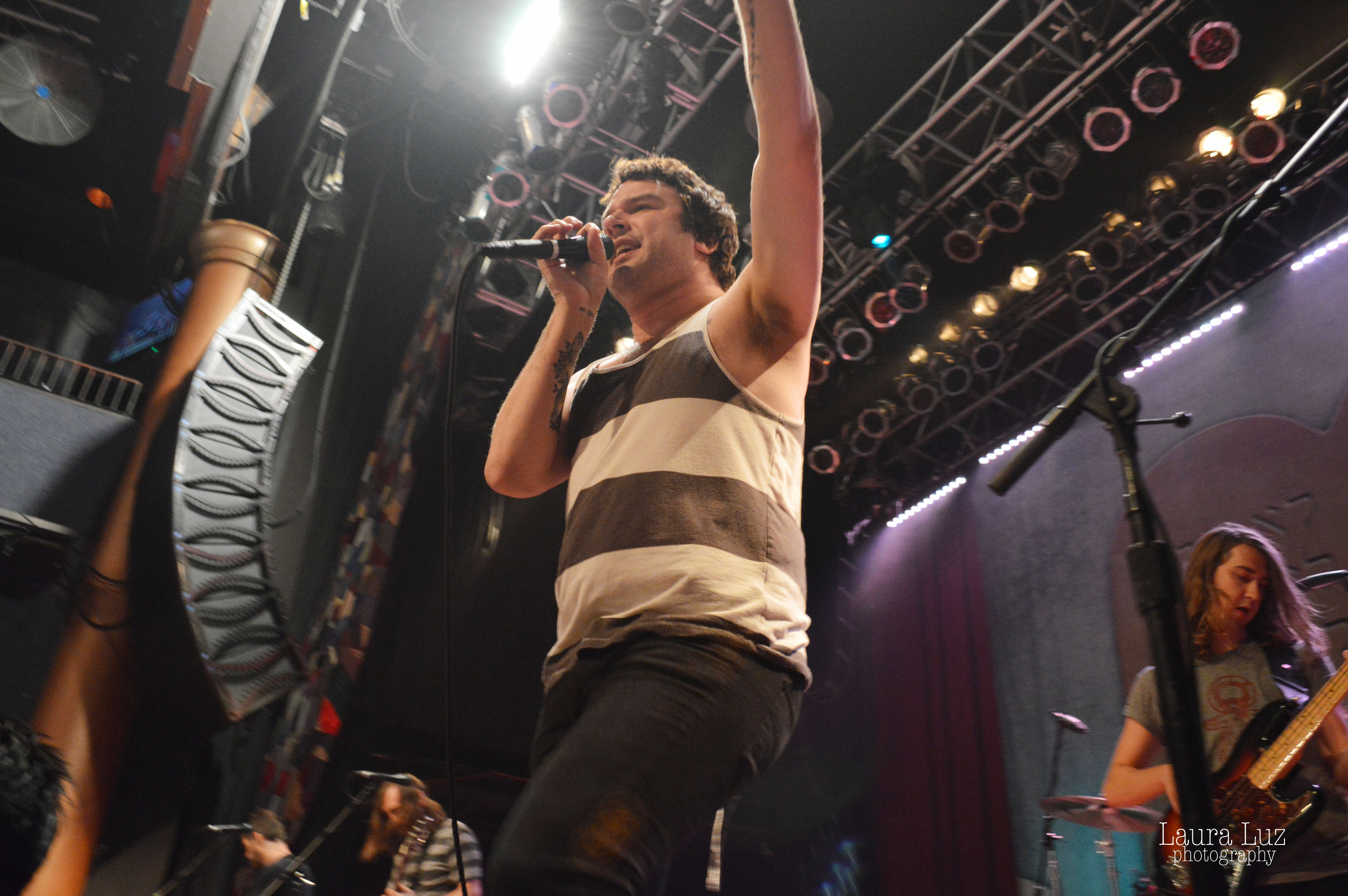
Max Bemis a basista Garron DuPree v San Diegu v roce 2014

- Kenny Vasoli – basová kytara, doprovodné vokály (2010–2011)
- Chris Conley  – kytara, doprovodné vokály (2014)
- Greg Dunn – kytara, klávesy, doprovodné vokály (2014–2016)
- Ryan Pope – bicí (2024)

## Diskografie
- Baseball: An Album by Say Anything (2001)
- ...Is a Real Boy (2004)
- In Defense of the Genre (2007)
- Say Anything (2009)
- Anarchy, My Dear (2012)
- Hebrews (2014)
- I Don't Think It Is (2016)
- Oliver Appropriate (2019)
- ...Is Committed (2024)